# Симоновский (Волгоградская область)
Симоновский — упразднённый хутор в Новоаннинском районе Волгоградской области России. Входил в состав Бочаровского сельского поселения. Упразднён в 1996 году.

## География
Располагался в северо-западной части области, в лесостепи, в пределах Хопёрско-Бузулукской равнины, являющейся южным окончанием Окско-Донской низменности, в месте слияния балок Пастушья и Федосовская, на расстоянии примерно 4,5 км по прямой к северо-востоку от хутора Бочаровский.

## История
До 1954 года центр Симоновского сельсовета.